# Antoine de Balinghem
Antoine de Balinghem, né le 25 juin 1571 à Saint-Omer (actuelle France) et décédé le 24 janvier 1630 à Lille (actuelle France) était un prêtre jésuite des Pays-Bas espagnols, auteur d'ouvrages de théologie morale et d'ascétique. Ses ouvrages de piété stigmatisaient particulièrement les plaisirs sensuels : gourmandise, alcoolisme et luxure.

## Éléments de biographie
Antoine de Balinghem entre dans la Compagnie de Jésus à l'âge de 17 ans le 4 octobre 1588 et fait son noviciat à Novellara en Italie. Il étudie ensuite la philosophie à Brescia pendant trois ans puis revient dans les Pays-Bas. Professeur de philosophie et d'humanités au collège d'Anchin de Douai puis à Louvain, où il effectue des études de théologie, il est ordonné prêtre en 1598 et passe le reste de sa vie à enseigner et à traduire de nombreux livres de l'italien et de l'espagnol.
il connait des succès marqués dans l'art oratoire. Il est considéré comme ayant au plus haut degré le talent de la conversation savante.
Antoine de Balinghem s'est rendu dans différents endroits pour exercer son ministère : Bruxelles, Saint-Omer, Douai, Tournai.
Il meurt à Lille, le 24 janvier 1630, à l'âge de 59 ans, laissant la réputation d'un ascète pieux et instruit.

## Œuvres
Jean-Noël Paquot en cite jusqu'à quarante dans ses Mémoires pour servir à l'histoire littéraire des Pays-Bas, t. 2, p. 145, in-fol.
Ses ouvrages se composent de créations et de traductions. Il écrit en français et en latin. La majorité concerne la théologie, ou la dévotion, quelques-uns ont un aspect historique davantage marqué. Ils ont parfois fait l'objet de traductions en français ou en latin. Plusieurs étant écrits sous forme de dialogue ce qui les rend vivants et ce qui peut expliquer le fait que quelques-uns ont fait l'objet de rééditions. Il s'est intéressé au culte à rendre aux martyrs,et parmi ceux-ci à ceux envoyés en mission en Extrême-Orient (Chine, Japon).
1. les Plaisirs spirituels contre-quarrés aux sensuels du Quaresme-Prenant, Douai, 1627[2] ;
2. Après Dinees et propos de table contre l'excez au boire, et au manger pour vivre longuement, sainement et sainctement. Dialogisez entre un Prince et sept sçavants personnages: un théologien, canoniste, jurisconsulte, politique, médecin, philosophe moral et historien. À Lille, Imprimerie de Pierre de Rache, 1615. Charles Boscart, Saint-Omer, 1624. 2e édition. Enrichie par l'auteur de plusieurs nouveaux discours et des belles histoires. Avec douze propositions pour passer plaisamment et honestement les jours des Quaresmeaux. [3],[4] ;
3. Zoopædia, sive morum a brutis partita Institutio, ordine alphabetico tum virtutum tum vitiorum, Saint-Omer, petit in-−8° [5] ;
4. Scriptura sacra in locos communes. Nova et commodiore quam hactenus methodo cum interpretatione difficiliorum digesta. Et tomis duobus proposita, in quorum I. Pro quavis materia sententiae. II. Exempla, orationes etiam & espirationes, tum ex vetere tum novo testamento. Douai, Balthazar Bellère, 1621 ; Cologne, W. Friessen 1659 ; Trévoux & Paris, F Léonard, 1705[6]. ;
5. Le vray point d'honneur à garder en conversant. A. Somer, 1618 ;
6. De orationibus iaculatoriis libri IV. Ascetici, seu ad exercitationem spectantes. Accessit thesaurus earundem ex Sacris Literis. Anvers, Martin Nuti et Johannes Meursius, 1618 ;
7. Congressus pomeridiani et sermones symposiaci, contra cibi, potusque intemperantiam ad bene beateque vivendum: principem inter ac septem variae litteraturae viros. Ex gallico latine redditi a Iacobo Mallebrancque. Cologne, J. Kinckius, 1620[7].